# Mitologia germànica
La mitologia germànica és un terme ampli per designar els mites associats amb l'històric paganisme germànic, el conjunt de creences professades pels antics pobles germànics abans de la cristianització, en diferents regions del Nord d'Europa, com l'antiga Germània, Escandinàvia, Islàndia, les illes Òrcades i Shetland, la costa més meridional d'Escòcia o la part oriental d'Anglaterra. La mitologia germànica deriva en última instància de la mitologia indoeuropea, també coneguda com la mitologia indogermànica. La mitologia germànica es divideix en tres grans grups diferenciats: la mitologia nòrdica o escandinava, la mitologia anglosaxona i la mitologia germànica continental.

## Mitologia nòrdica o escandinava
La mitologia nòrdica o escandinava es radicava fonamentalment a Escandinàvia, i posteriorment a Jutlàndia i Islàndia. Va ser l'últim sistema de creences d'origen germànic que va ser desplaçat pel cristianisme entre els segle ix i xi.
Snorri Sturluson va ser el gran compilador d'aquesta mitologia, que la va recollir en els seus poemes, les Eddes (la Major i la Menor), cap al segle xii.

## Mitologia anglosaxona
La mitologia anglosaxona va ser originada en les tradicions paganes dels angles, els juts i els saxons, que van colonitzar la part oriental de la Britànnia, a l'illa de la Gran Bretanya, durant el segle vi.

## Mitologia germànica continental
La mitologia germànica continental és el gruix de les creences que professaven els pobles germànics que vivien a l'actual Alemanya abans que fos cristianitzada.